# Longueville (Manche)
Longueville – miejscowość i gmina we Francji, w regionie Normandia, w departamencie Manche.
Według danych na rok 1990 gminę zamieszkiwało 530 osób, a gęstość zaludnienia wynosiła 130 osób/km² (wśród 1815 gmin Dolnej Normandii Longueville plasuje się na 418. miejscu pod względem liczby ludności, natomiast pod względem powierzchni na miejscu 960.).